# Almargem (aldeia em Viseu)
Almargem é uma aldeia situada na freguesia de Calde, no concelho de Viseu, região Centro de Portugal. Localiza-se na margem direita do Rio Vouga, nas encostas da Serra Arada, integrando o conjunto de povoações que compõem a freguesia de Calde (juntamente com Cabrum, Paraduça, Póvoa de Calde, Várzea de Calde, Vilar do Monte e o lugar de Vila Pereira).
É uma pequena localidade rural com cerca de 210 habitantes, segundo registos recentes. A denominação "Almargem" tem origem árabe - derivada do termo al-marj, que significa "prado" ou "pastagem" - refletindo a influência linguística muçulmana na toponímia local.

## História
A ocupação humana da região de Almargem e Calde remonta possivelmente à época romana ou pré-romana. Vestígios arqueológicos como trechos de estradas antigas, indicam a presença de vias romanas atravessando a a freguesia. Após a queda do Império Romano e durante as invasões, a área terá sofrido influência dos povos germânicos (Suevos e Visigodos) e, posteriormente, da ocupação muçulmana. O topónimo Almargem – com o prefixo “Al-” de origem árabe – é citado como o exemplo mais evidente da presença cultural árabe na região, embora sem prova de um povoamento permanente árabe na aldeia. A tradição local sugere que a invasão muçulmana provocou uma estagnação demográfica na antiga “villa” de Calde, travando temporariamente o seu crescimento populacional.
Durante a Reconquista cristã e a reorganização feudal, Calde (da qual Almargem faz parte) tornou-se uma “honra” de fidalgos medievais, isto é, um território sob jurisdição de famílias nobres no período medieval.  Não há registos precisos sobre a fundação eclesiástica inicial da paróquia local (Santa Maria de Calde), mas historiadores sugerem que possa ter origens no processo de cristianização da região durante a época suevo-visigótica. Até ao século XVI, Calde dependia da paróquia de São Pedro de Lordosa, passando depois a constituir freguesia autónoma.
Um marco importante na história administrativa ocorreu em 24 de julho de 1515, quando o rei D. Manuel I concedeu foral à terra então designada por “Caldas do Couto de Lafões”. Este nome temporário (Caldas) deveu-se provavelmente à presença de águas termais na zona (a palavra caldas refere-se a termas ou nascentes de água quente). Contudo, a designação regressou posteriormente a “Calde”, nome pelo qual a freguesia já era conhecida desde pelo menos o século XIII (surgindo como Caldi ou Caldy nas Inquirições medievais).
Ao longo dos séculos seguintes, Almargem manteve-se como uma pequena comunidade agrícola inserida na freguesia de Calde, participando da sua história comum. A existência de um trecho de estrada romana nos arredores da aldeia é testemunho da continuidade de ocupação e da importância viária antiga: um troço pavimentado com cerca de 600 metros de extensão, classificado como Imóvel de Interesse Público, atravessa colinas próximas de Almargem e terminava num ponto cortado pela atual EN 2. Essa via antiga ligava a região ao centro urbano de Viseu e incluía, outrora, a travessia do rio Vouga através de uma ponte ou poldras (passagem em pedras) hoje desaparecida. Além disso, a freguesia abriga outros vestígios históricos, como sepulturas escavadas na rocha e lagares rudimentares (chamados “lagaretas árabes”), indicando hábitos funerários e agroindustriais de épocas remotas.

## População e Demografia
A aldeia de Almargem caracteriza-se por uma população reduzida e envelhecida, refletindo as tendências demográficas das zonas rurais do interior. Estima-se que atualmente residam em Almargem cerca de 200 a 210 habitantes, número aproximado que faz da localidade uma das menores da freguesia. Historicamente, o conjunto da freguesia de Calde atingiu o pico populacional em meados do século XX – o censo de 1960 registou 2.639 habitantes na freguesia. A partir de então, verificou-se um acentuado êxodo rural e declínio demográfico: muitas famílias emigraram para centros urbanos ou para o estrangeiro em busca de melhores oportunidades, resultando numa contínua perda populacional nas décadas seguintes. No censo de 2011, a freguesia contava 1.469 residentes, número que desceu para 1.271 habitantes em 2021 – uma diminuição de mais de 50% em relação aos valores de 1960. Este decréscimo demográfico afetou igualmente Almargem, traduzindo-se numa comunidade cada vez mais envelhecida (em 2021, cerca de 42% dos habitantes da freguesia tinham 65 ou mais anos, proporção semelhante ou superior na aldeia). A densidade populacional baixa e o abandono de habitações são traços visíveis da desertificação rural. Em contrapartida, verifica-se ocasionalmente o regresso de alguns descendentes ou a chegada de novos moradores atraídos pela tranquilidade local, embora insuficientes para inverter a tendência de despovoamento.

## Património Cultural e Arquitetónico

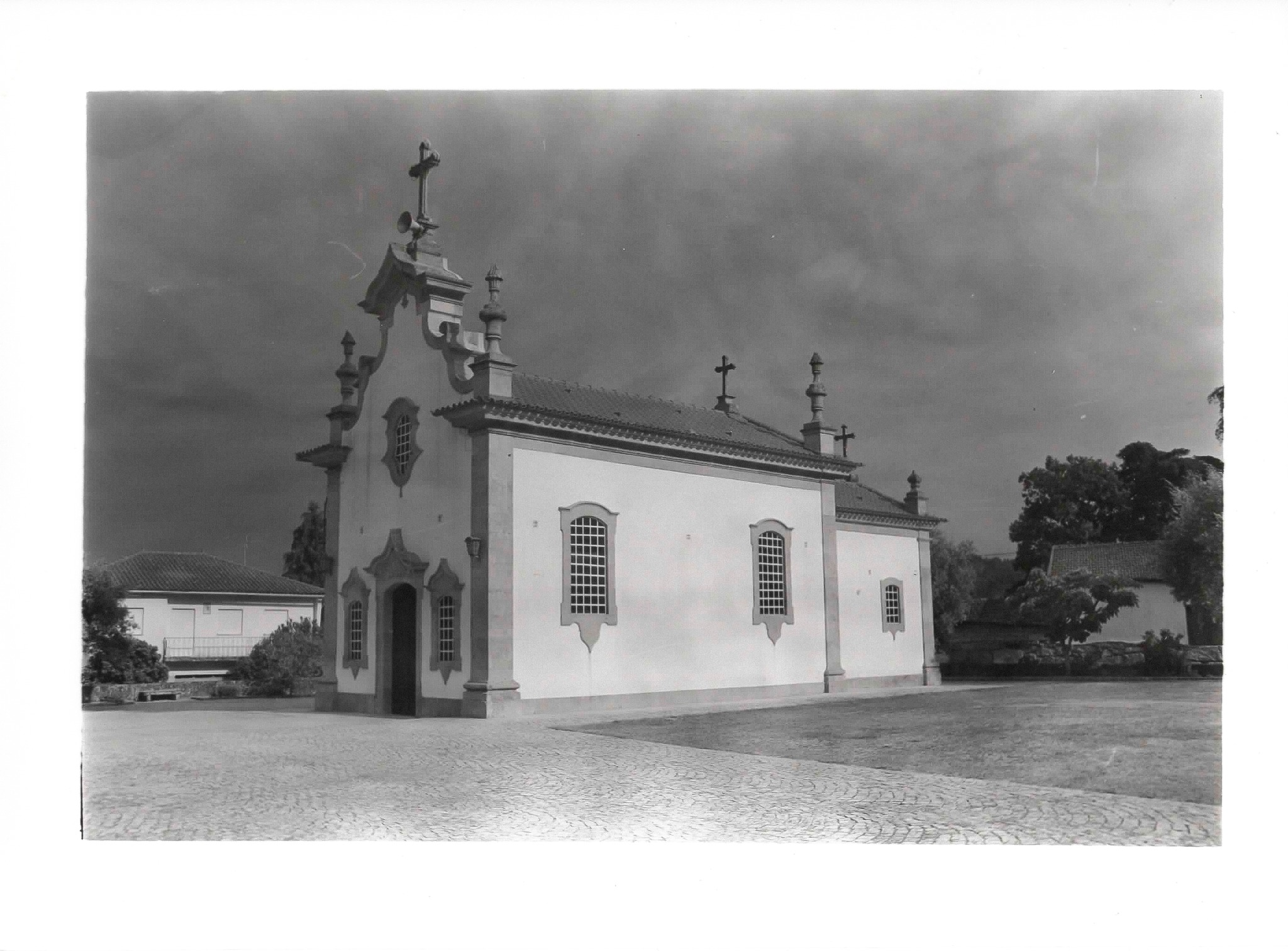
A Capela do Almargem, registo analógico, 2024

Apesar da sua dimensão modesta, Almargem possui elementos de interesse histórico e arquitetónico. O principal edifício religioso da aldeia é a Capela de Nossa Senhora ao Pé da Cruz, erguida no século XVIII. A capela atual data de 1787, conforme inscrição e registos históricos. Trata-se de um pequeno templo de arquitetura simples, destacando-se no seu interior a imagem da santa padroeira, Nossa Senhora ao Pé da Cruz. No ano de 1987, a comunidade celebrou com júbilo o bicentenário da bênção da capela, organizando festividades alusivas aos 200 anos desse marco. Este templo substituiu ou reformou edificações religiosas anteriores e é até hoje centro da vida espiritual local.
Além da capela, destaca-se no património de Almargem o já referido troço de estrada romana, classificado como monumento de interesse público (Decreto nº 129/77, DI de 29/09/1977). Este caminho antigo, construído em lajes de pedra, conserva-se ao longo de aproximadamente 600 metros nos arredores da aldeia. A via integra o itinerário romano que ligava Viseu a outras povoações e servia de travessia do vale do Vouga. Embora a ponte romana que outrora cruzava o rio já não exista (foi submersa ou destruída com o tempo), permanecem nas proximidades poldras (pedras de passagem) sobre o leito do rio, evidenciando o trajeto original Este segmento viário é visitável a partir do lugar das Alminhas, próximo de Almargem, até à margem do Vouga, sendo um testemunho valioso da engenharia romana local.
No restante património construído de Almargem incluem-se diversas casas rurais tradicionais em granito, algumas com características de arquitetura vernacular beirã (paredes espessas de pedra, balcões em madeira, eira e espigueiro nos quintais). Embora a aldeia não possua grandes solares ou casas senhoriais de relevo histórico conhecido, a própria malha urbana – com o seu cruzeiro simples em granito e fontanários antigos – reflete a identidade cultural local. Na envolvente de Almargem encontram-se ainda elementos etnográficos como azenhas (moinhos de água) nos cursos de água e alminhas (pequenos oratórios de estrada), típicos da religiosidade popular, que complementam o património cultural da aldeia.

## Tradições e festas locais

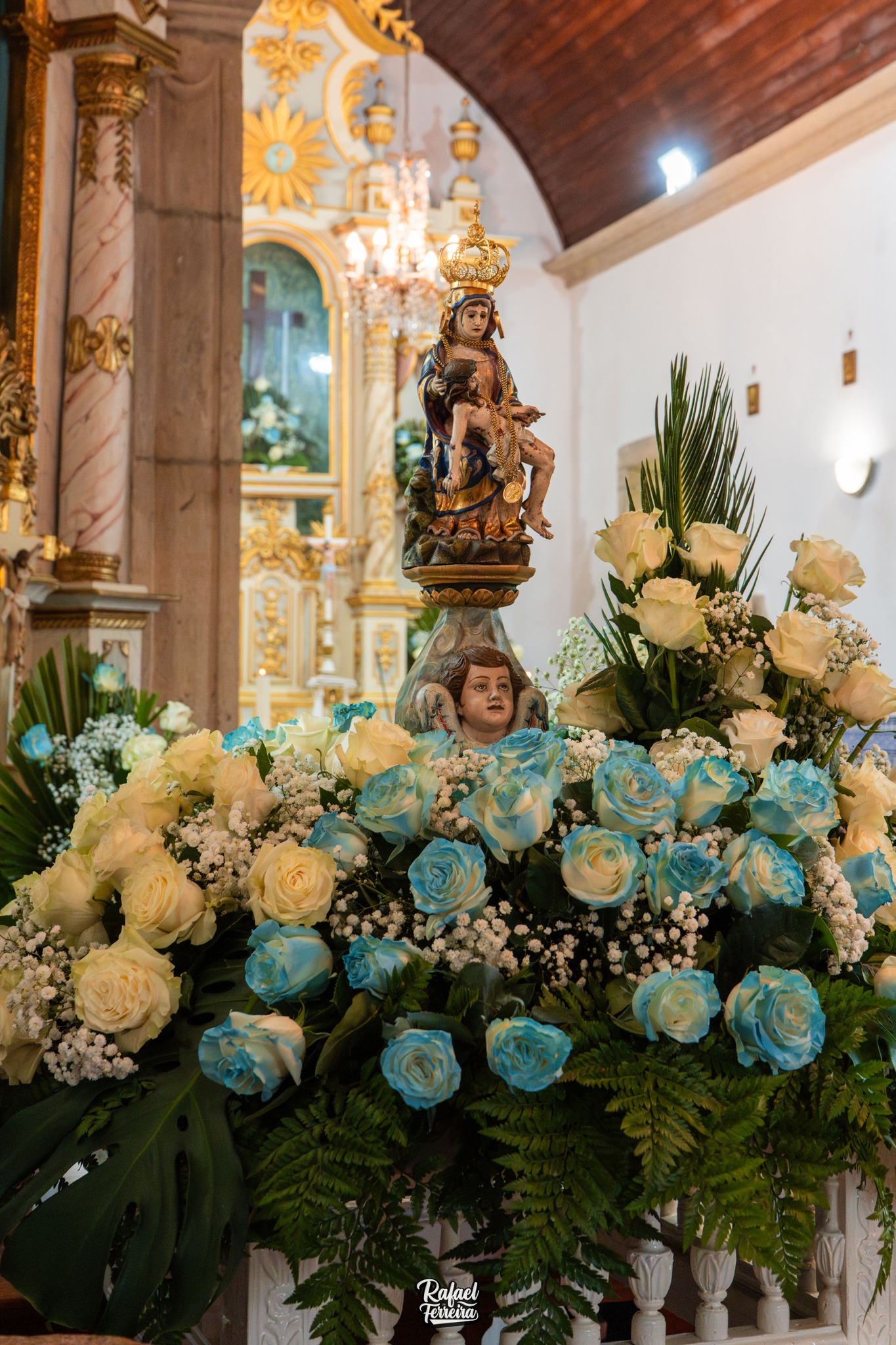
Uma imagem da padroeira do Almargem, tirada durante as celebrações de 2024

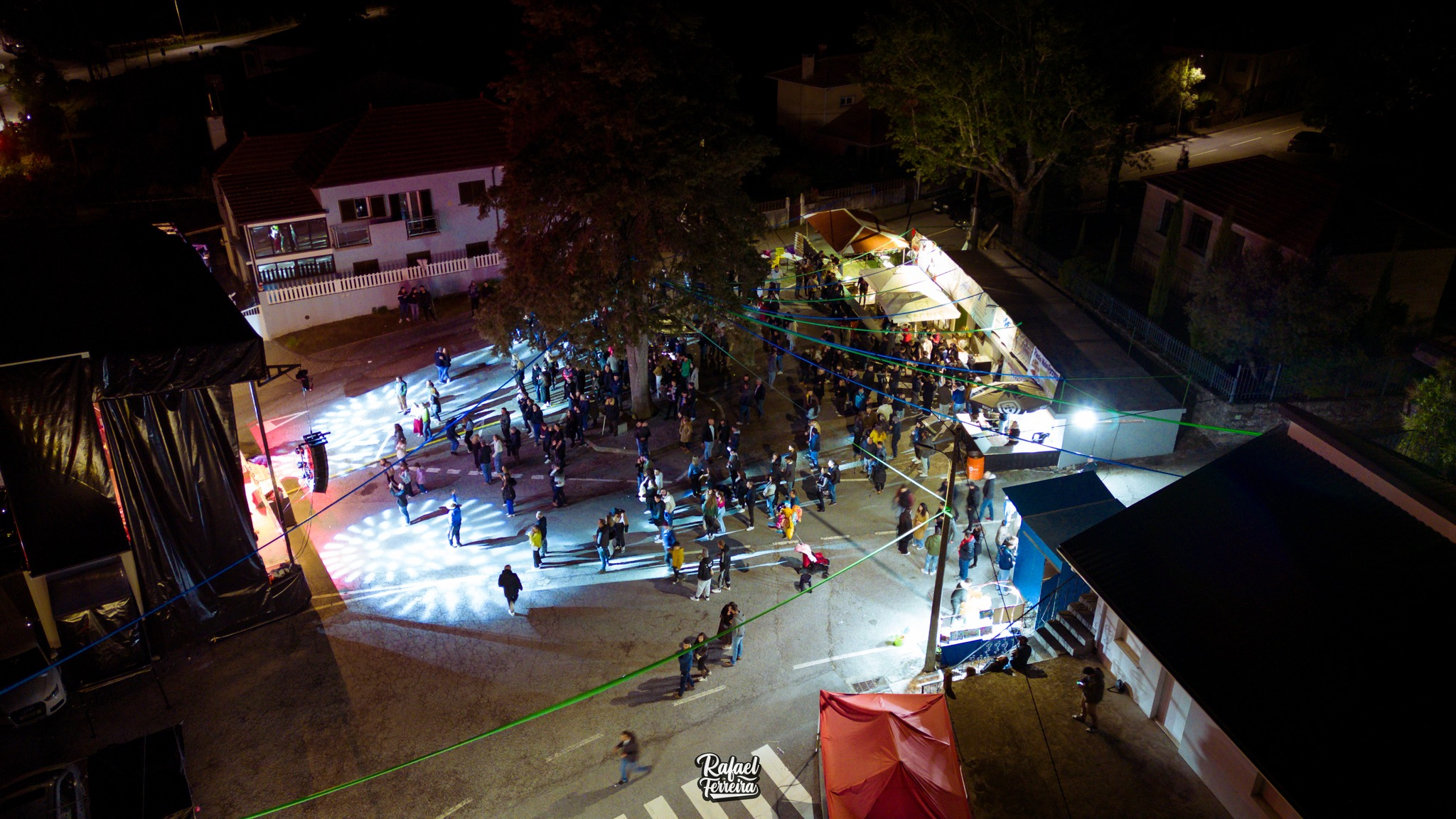
A "Romaria de Maio" que se realiza no primeiro fim de semana do mês de Maio, todos os anos

A vida comunitária de Almargem é marcada por tradições religiosas e festivas que têm perdurado ao longo dos anos. A principal festa anual da aldeia é a Romaria de Maio, em honra de Nossa Senhora ao Pé da Cruz, padroeira local. Esta festividade ocorre no primeiro domingo a seguir ao dia 3 de maio. Nessa ocasião, realiza-se uma missa solene na capela, seguida de procissão pelas ruas enfeitadas com flores. É também tradição a reunião dos habitantes e visitantes num arraial popular, com música, petiscos regionais e momentos de convívio. Por ser uma romaria antiga, é conhecida na região como a “Festa de Nossa Senhora do Almargem” ou simplesmente “Romaria de Maio”, assinalando a devoção mariana e a chegada da primavera.
Outra tradição singular de Almargem é a celebração do Cepo de São Plácido, associada ao padroeiro alternativo da aldeia. Todos os anos, na noite de 4 de outubro, os moradores acendem um grande cepo (tronco de madeira) numa fogueira comunitária, em homenagem a São Plácido. Esta celebração, de caráter ancestral, tem elementos semelhantes aos madeiros outonais de outras localidades: o acender do cepo simboliza proteção e bênção para a comunidade. Segundo a memória oral recolhida por investigadores locais, após a queima do tronco, as brasas remanescentes são aproveitadas para momentos de confraternização – tradicionalmente, os presentes reúnem-se em torno do fogo para aquecer, contar histórias e partilhar alimentos preparados nas brasas. O Cepo de São Plácido, dedicado ao “padroeiro local” de Almargem, é um ritual que mistura fé e convívio: inicialmente ligado às comemorações do santo (São Plácido é celebrado liturgicamente a 5 de outubro), tornou-se sobretudo uma festividade comunitária, preservada pelas gerações atuais.
Além destas datas, Almargem participa nas tradições comuns da região de Viseu, como o Magusto de São Martinho (em novembro, com castanhas assadas e vinho novo) e as celebrações pascais. Nas festas pascais, é costume receber a visita pascal (Compasso) na aldeia, quando a cruz paroquial percorre as casas para a bênção, reunindo as famílias. Costumes como os cantos de janeiras no Ano Novo ou os tapetes florais no Corpo de Deus também ocorrem esporadicamente, muitas vezes em conjunto com as aldeias vizinhas da freguesia. A nível folclórico, embora Almargem não possua um rancho folclórico próprio, integra o património imaterial de Calde valorizado pelo Grupo Etnográfico de Cantares do Linho da Várzea de Calde, que por vezes inclui modas e danças conhecidas pelos habitantes de Almargem. A gastronomia local típica – onde se destacam pratos como o cabrito assado, a chanfana, os enchidos caseiros e o pão de centeio – está presente em eventos comunitários, sendo parte integrante das festividades e romarias da aldeia.

## Economia e atividades perdominantes
Tradicionalmente, a economia de Almargem sempre esteve ligada à agricultura de subsistência e à pecuária. Os campos em redor da aldeia serviam (e em parte ainda servem) para o cultivo de milho, batata, centeio e feijão, assim como pastagem para gado bovino e caprino. Cada família possuía pequenas parcelas agrícolas (campos de almargem, ou seja, prados de pasto) e algumas cabeças de gado, produzindo também vinho para consumo próprio (a região de Viseu está no Dão, embora Calde seja de altitude mais elevada, fora das principais zonas vinhateiras). A apicultura (produção de mel) era outra atividade complementar tradicional na freguesia, graças à flora local, e ainda hoje alguns habitantes mantêm colmeias, perpetuando técnicas ancestrais. Durante grande parte do século XX, a aldeia viveu num sistema agrícola familiar, com trocas de serviços comunitários (entreajuda nas colheitas, desfolhadas do milho, etc.) e feiras próximas onde eram vendidos produtos excedentes.
A partir da segunda metade do século XX, e especialmente nas últimas décadas, Almargem sentiu o impacto da industrialização e da proximidade a Viseu. Embora a aldeia em si não possua grandes fábricas, a freguesia de Calde conheceu a instalação de pequenas indústrias de transformação de madeira e granito, de construção civil, bem como lagares de azeite e destilarias de aguardente. Vários habitantes de Almargem encontraram emprego nessas indústrias locais ou em unidades fabris dos arredores de Viseu, diversificando as fontes de rendimento para além da agricultura. Destaca-se que o artesanato do linho – tradicional na vizinha Várzea de Calde – também influenciou Almargem: até meados do século XX, era comum as mulheres da aldeia participarem no ciclo do linho (sementeira, colheita e fiação) e utilizarem teares manuais para tecer roupa de casa. Essa atividade artesanal quase desapareceu com a modernização, mas vem sendo revitalizada culturalmente na freguesia. 
No âmbito de serviços e comércio, Almargem dispõe apenas de estabelecimentos básicos. Há um pequeno café e mercearia local (que também funciona como ponto de encontro social), recentemente reaberto para servir moradores e viajantes. A aldeia ganhou relevância no turismo de peregrinação por estar situada numa das rotas do Caminho de Santiago no centro de Portugal (designadamente o Caminho Português Interior de Santiago). Em 2014, foi inaugurado em Almargem um Albergue de Peregrinos, instalado nas antigas instalações da escola primária local. Esse albergue oferece apoio e pernoita aos caminhantes que todos os anos atravessam a freguesia rumo a Santiago de Compostela, dinamizando o movimento de visitantes. O turismo rural e de natureza é visto como uma área de potencial económico: a proximidade do rio Vouga e a paisagem verdejante proporcionam locais para lazer, caminhadas e pesca.
De facto, Almargem chegou a ser conhecida pela sua praia fluvial no rio Vouga, muito frequentada nas décadas de 1980 e 1990 pelos habitantes de Viseu em busca de lazer aquático. Aproveitando as margens do rio e as águas límpidas, a localidade oferecia uma zona balnear natural, com instalações simples como mesas de piquenique e aluguer de gaivotas (pedalinhos). No final da década de 2000, surgiu um ambicioso projeto para transformar essa área num grande complexo turístico aquático. Planeou-se a construção do Parque Aquático do Almargem, um empreendimento inovador que incluiria piscinas de ondas cobertas, escorregas, SPA e outras atrações para funcionar o ano inteiro. O projeto, com um orçamento de cerca de 26 milhões de euros e apoiado por fundos europeus (QREN) por ter sido considerado Projeto de Interesse Nacional (PIN), prometia criar 120 postos de trabalho e impulsionar a economia local.
As obras tiveram início por volta de 2010, substituindo parte da antiga praia fluvial por estruturas em betão. No entanto, por dificuldades financeiras e burocráticas, o parque aquático nunca foi concluído dentro do prazo previsto (era esperado para 2016) e permaneceu inacabado até recentemente. Em 2024, a Câmara de Viseu anunciou a renovação das licenças e a intenção de retomar a construção, visando concluir o parque aquático e o hotel.  No início de 2025, foram vistas máquinas a realizar processos de terraplanagem junto do lugar onde se localizaria o hotel. Junto à entrada do parque, encontra-se exposta a licença especial para conclusão de obras inacabadas, com previsão para 2027. Quando concluído, este empreendimento poderá transformar significativamente a economia local, criando empregos, fixando população jovem e tornando Almargem num polo de atração turística no concelho de Viseu. Por enquanto, a aldeia mantém um quotidiano tranquilo, dependente em parte de Viseu (a cerca de 15 km) para acesso a comércio maior e serviços. A estrada EN2 que liga Viseu a Castro Daire passa nas imediações, facilitando o escoamento de produtos agrícolas e o deslocamento diário de habitantes que trabalham na cidade. Em suma, Almargem combina uma base agropecuária tradicional com pequenas iniciativas industriais da freguesia e novas oportunidades no setor do turismo rural, procurando contrariar a tendência de declínio socioeconómico comum nas aldeias do interior.

Em resumo, as atividades económicas de Almargem combinam o setor primário tradicional (agricultura, pecuária e alguns produtos locais) com um crescente foco em serviços ligados ao turismo de natureza e cultural. Muitos dos habitantes ativos economicamente trabalham fora da aldeia, sobretudo na cidade de Viseu ou em indústrias próximas, usando Almargem essencialmente como local de residência. A nível local, a Associação Social Cultural e Desportiva do Almargem, promove atividades desportivas e culturais - torneios de bilhar, malha, futebol amador - e cuja existência tem sido fundamental para a coesão da população jovem e manutenção das tradições.

## Personalidades ligadas à aldeia
Por ser uma localidade pequena, Almargem não gerou muitas figuras de grande projeção nacional; contudo, algumas personalidades notáveis têm raízes na freguesia de Calde (onde Almargem se insere) e mantêm ligação afetiva à terra. O caso mais conhecido é o do militar e político Valentim dos Santos de Loureiro, mais conhecido como Major Valentim Loureiro. Nascido na freguesia de Calde, concelho de Viseu, a 24 de dezembro de 1938, Valentim Loureiro tornou-se uma figura proeminente a nível nacional: foi dirigente desportivo (presidente do Boavista Futebol Clube e primeiro presidente da Liga Portuguesa de Futebol Profissional) e exerceu cargos políticos como presidente da Câmara Municipal de Gondomar durante vários mandatos. Embora tenha feito carreira principalmente na área metropolitana do Porto, Valentim Loureiro é filho de um comerciante e proprietário rural natural de Calde, mantendo assim uma ligação familiar à região. A presença do seu nome entre os “filhos da terra” é motivo de reconhecimento local, e frequentemente é citado como a personalidade mais ilustre oriunda desta freguesia.
Para além do Major Valentim Loureiro, podem destacar-se figuras da cultura local que, mesmo não tendo fama nacional, contribuíram para preservar a identidade de Almargem. Por exemplo, Sandra dos Santos Martins, é natural de Almargem e tem registado memórias e usos da aldeia, incluindo a tradição do Cepo de São Plácido. Através de entrevistas e participação em projetos etnográficos (como os promovidos pela associação Binaural/Nodar), habitantes como Sandra Martins ajudam a documentar e divulgar o património imaterial de Almargem, garantindo que as estórias e saberes da comunidade não se percam.
No campo religioso, pode citar-se o nome do Padre José Fernandes (1910-1995, hipotético exemplo), que serviu durante décadas como pároco na região e era natural de Almargem – figura respeitada que deixou marca pelo seu trabalho pastoral e pela iniciativa na reconstrução da capela local (nota: este nome é ilustrativo, carecendo de confirmação histórica específica). Também mestres de ofícios tradicionais merecem menção: antigos pedreiros e carpinteiros de Almargem foram reconhecidos pelo seu saber-fazer, contribuindo para obras não só na aldeia mas em todo o concelho de Viseu. Embora não famosos no sentido convencional, esses moradores – cujos nomes sobrevivem na memória coletiva – são parte das “personalidades” que moldaram a aldeia.